# Lepricornis stygialis
Lepricornis stygialis är en fjärilsart som beskrevs av Hans Ferdinand Emil Julius Stichel 1910. Lepricornis stygialis ingår i släktet Lepricornis och familjen Riodinidae. Inga underarter finns listade i Catalogue of Life.